# Stephen Krashen
Stephen Krashen, professor emérito da University of Southern California (USC), é um linguista renomado, pesquisador militante da área de educação. Ficou conhecido por sua contribuição para a Linguística aplicada, na área de aquisição de segunda língua, educação bilíngue e compreensão de textos. 
Krashen é mais conhecido por sua Teoria da Aquisição da Segunda Língua - Second language acquisition e por ter sido cofundador (com Tracy D. Terrell) da chamada Abordagem Natural (Natural Approach) à aprendizagem de línguas estrangeiras.
O elemento central da teoria de Krashen é que esta ocorre de maneira natural, exatamente como a aquisição da língua materna, sob condições apropriadas. Línguas estrangeiras não são habilidades ensinadas, estudadas ou memorizadas, mas sim assimiladas e desenvolvidas gradativamente, de forma natural, em situações reais de comunicação, fruto de convívio humano em ambientes autênticos da cultura estrangeira.
Uma das hipóteses de Krashen é de que, para adquirir uma língua, o aprendiz deve ser exposto a amostras de linguagem que estejam em um nível ligeiramente acima do que ele pode processar. Ele faz distinção entre ‘assimilação natural’ e ‘estudo formal’. ‘Aquisição’ (acquisition) ocorre em situações comunicativas no mundo real. ‘Aprendizagem’ (learning) ocorre em ensino formal (sala de aula). 
Krashen acredita que os aprendizes de língua devem construir seu conhecimento através de processamento de enunciados de linguagem ligeiramente além de suas habilidades, como se subissem degraus de uma escada: ‘competência presente + 1’ (i+1). Teoria semelhante foi desenvolvida por Vygotsky, com suas  Zonas de Desenvolvimento Proximal. 
Krashen e Terrell também escreveram sobre a Abordagem Natural (Natural Approach), que é mais ou menos uma continuação do tema da exposição a amostras compreensíveis adicionando-se a ideia de que os filtros afetivos ou barreiras emocionais devem ser baixados para que a aprendizagem aconteça.